# Sauterelle
La Arbalète sauterelle type A, o Sauterelle (saltamontes en francés), era una ballesta lanzagranadas empleada por las tropas francesas y británicas en el Frente Occidental durante la Primera Guerra Mundial. 

## Historia y desarrollo
Fue diseñada para lanzar una granada de mano con una trayectoria alta en las trincheras enemigas. Inicialmente fue rechazada por el Ejército francés, pero el General Henri Berthelot vio que tenía valor práctico.
Era más ligera y portátil que la catapulta de trinchera Leach, pero menos potente. Pesaba 24 kg y podía lanzar una granada F1 o una bomba Mills a una distancia de entre 110 m y 140 m.
La Sauterelle reemplazó a la catapulta de trinchera Leach en servicio británico, hasta que fue reemplazada a su vez por el mortero de trinchera de 2 pulgadas y el mortero Stokes.